# Camarlenc de l'Església Romana
El camerlenc de l'Església Romana és un funcionari de la casa papal que administra els béns i els ingressos de la Santa Seu mentre la seu Apostòlica de Romà és vacant. Antigament, les seves responsabilitats incloïen l'administració fiscal del Patrimoni de Sant Pere. Tal com regula la constitució apostòlica Pastor bonus de 1988, el camerlenc és sempre un cardenal, encara que això no era el cas abans del segle XV.

## Escut d'armes
El seu escut d'armes està compost per un capell cardenalici, de color porpra i quinze borles a cada costat del mateix color, disposades en cinc ordres; sobre ell apareixen dues claus creuades, una d'or i l'altra de plata, (conegudes com les claus del Regne del cel, apareixen en les armes personals dels Pontífexs i també-juntament amb la tiara-en l'escut de la Santa Seu) en  saltire , el conjunt està sobremuntat per un ombrellino, un tendal o para-sol en franges alternes de vermell i groc, que representa també la Seu Vacant, és a dir, un interregne papal (seu vacant).

## Història
Fins al segle xi, l'Ardiaca de l'Església Catòlica Romana era responsable de l'administració dels béns de l'Església Catòlica Romana (és a dir, de la Diòcesi de Roma), però els seus nombrosos i antics privilegis i drets van arribar a ser un obstacle freqüent a l'acció independent del Papa, com a resultat d'això, quan l'últim Ardiaca Hildebrand de Cluny va ser escollit papa amb el nom de Gregori VII en 1073, va suprimir l'Ardiaca i va ser quan el cardenal encarregat de la supervisió de la Cambra Apostòlica, és a dir, el govern temporal de la Santa Seu, va passar a ser reconegut amb el nom de Camerarius  o cambrer.

## Funcions

### Determinació formal de la mort del Papa
La funció més rellevant del cambrer és determinar formalment la mort del Papa. El procediment tradicional per aquest moment comença quan el cambrer, situat al costat del llit de mort del Romà Pontífex, crida a aquest amb els seus nom i cognoms de pila-tres vegades amb una diferència de tres minuts entre cada anomenada. Tot seguit, colpeja suaument el cap del Papa tres vegades amb un martell de plata. Havia constat en cridar-lo pel seu nom de fonts (per exemple, "<Nomen>, dormisne?" que significa "<Nom>, dormiu?"). Després que el Papa és declarat mort, el cambrer treu l'Anell del Pescador del seu dit en presència dels cardenals i posteriorment procedeix a destruir-lo amb un martell, juntament amb el segell oficial de plata del Pontífex.
Aquests actes simbolitzen la fi de l'autoritat del Papa. Finalment, el cambrer procedeix a tancar les portes que donen accés a les estances privades del Papa, davant la presència dels cardenals prefectes i del Secretari d'Estat. Posteriorment, comunica la notícia als dignataris principals de la Cúria romana, al degà del Col·legi de Cardenals i al Vicari General de Roma. Aquest darrer és l'encarregat de donar a conèixer la mort del Papa a la població. És en aquest moment quan es dona inici a la Seu vacant, conformada pels preparatius de les exèquies del Pontífex i la crida a Conclave per part del degà del Col·legi Cardenalici.

### Altres funcions
El cambrer, durant la Seu Vacant, també actua com a cap d'Estat en funcions de la Ciutat del Vaticà. No obstant, no és responsable del govern. La Constitució Apostòlica Universi Dominici Gregis (22 de febrer de 1996) s'encarrega d'aquesta tasca al Col·legi Cardenalici. Tot i així, el poder de govern que se'ls atorga és molt limitat, i només el suficient per a permetre que les institucions de l'Església continuïn funcionant i realitzen algunes funcions bàsiques, això, sense prendre decisions definitives o nomenaments. Tota la resta de funcions són competència del Papa. El cambrer, però, ha de romandre en l'exercici del seu càrrec durant la seu vacant, a diferència de la resta de la Cúria romana. L'altra persona que es manté en el seu càrrec és el Penitenciari major.
Fins a l’elecció d’un nou papa, el camarlenc exerceix com a sobirà en funcions de l’Estat de la Ciutat del Vaticà. Tanmateix, ja no és responsable del govern de l’Església Catòlica durant la vacant de la seu apostòlica; aquesta competència fou confiada al Col·legi de Cardenals per la constitució apostòlica Universi Dominici gregis (1996).
El poder del camarlenc és extremament limitat: es redueix estrictament a garantir el funcionament ordinari de les institucions eclesiàstiques i a permetre l’execució d’algunes funcions bàsiques, sense possibilitat de prendre decisions definitives ni de fer nomenaments que ordinàriament corresponen al papa o als òrgans delegats.
A diferència de la resta de membres de la Cúria Romana, el camarlenc conserva el seu càrrec durant el període de sede vacante i actua com a director executiu de les operacions de la Ciutat del Vaticà i de la Santa Seu, sota la responsabilitat del Col·legi Cardenalici. La seua missió principal és dur a terme les decisions del Col·legi pel que fa a les exèquies del papa difunt i a l’organització de les activitats prèvies al conclave.
Durant aquest període excepcional, únicament mantenen també els seus càrrecs el penitenciari major, l’arxiprest de la basílica de Sant Pere, l’almoiner apostòlic i els vicaris generals per a la diòcesi de Roma i per a l’Estat de la Ciutat del Vaticà.

### Antigues funcions
Antigament, el camarlenc prenia possessió del testament del papa i assumia la responsabilitat de fer-ne pública la voluntat. Actualment, el testament és lliurat al Col·legi Cardenalici, i el seu contingut es dona a conéixer durant la primera reunió d'aquest òrgan. L'única funció que conserva el camarlenc en aquest àmbit és la de custodiar el testament fins que el Col·legi Cardenalici en prenga possessió.
Tres cambrers han estat elegits Papa: Cosimo Gentile Migliorati (Innocenci VII, 1404), Gioacchino Pecci (que va prendre el nom de Lleó XIII, el 1878) i Eugenio Pacelli (Pius XII, 1939).

## Llista de camarlencs

### Camarlencs de l'Església Romana fins a 1432
- Boso Breakspear (1158 - 1159)

- Melior la Maitre (1184 - 1189)
- Cencio Savelli (1189 - ?)

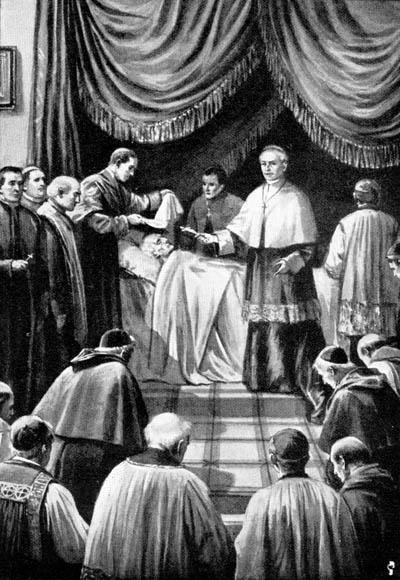
Il·lustració on el cardenal camarlenc certifica la mort del Papa (1903)

- Rinaldo dei conti di Segni (1227 - 1254), Papa l'any 1254 sota el nom d'Alexandre IV

- Tommaso d'Ocre (1294 - ?)

- Bertrand Des Bordes (1311)
- Arnaud de Falguières (1312 circa)
- Arnaud d'Aux (1313- 1320)

- Arnaud Bernard de Pouget (1368)[9]

- Pierre d'Estaing, O.S.B. (1370 - 1377)
- Guillaume d'Aigrefeuille il Giovane (1377 - 1383)
- Marino del Giudice (1383 - 1385)
- Marino Vulcano (1385 - 1394)
- Stefano Palosio (1394-1396)
- Cosmato Gentile de' Migliorati (1396-1404), Papa l'any 1404 sota el nom d'Innocenci VII

- Antonio Correr, C.R.S.G.A. (1412 - ?)
- Pierre de Foix, O.F.M. (octubre 1414 - ?)[10]
- Francesco Lando (1419 - 1427)
- Beat Niccolò Albergati, O.Cart. (1431 - 1432)

### Cardenals Camarlencs de l'Església Romana des de 1432 fins avui
A partir de 1432, el càrrec va ser ocupat exclusivament per cardenals, inclòs el procamarlenc a inicis del segle xix
- Francesco Condulmer (1432-1439)[11]
- Ludovico Mezzarota Scarampi (1440-1465)
- Latino Orsini (1471-1477)
- Guillaume d'Estouteville (1477-1483)
- Raffaele Sansoni Galeotti Riario (1483-1521)
- Innocenzo Cybo (1521)
- Francesco Armellini Pantalassi de' Medici (1521-1528)
- Agostino Spinola (1528-1537)
- Guido Ascanio Sforza di Santa Fiora (1537-1564)
- Vitellozzo Vitelli (1564-1568)
- Michele Bonelli (1568-1570)
- Luigi Cornaro (1570-1584)
- Filippo Guastavillani (1584-1587)
- Enrico Caetani (1587-1599)
- Pietro Aldobrandini (1599-1621)
- Ludovico Ludovisi (1621-1623)
- Ippolito Aldobrandini (1623-1638)
- Antonio Barberini (1638-1671)
- Paluzzo Paluzzi Altieri Degli Albertoni (1671-1698)
- Giambattista Spinola il Giovane (1698-1719)
- Annibale Albani (1719-1747)
- Silvio Valenti Gonzaga (1747-1756)
- Girolamo Colonna di Sciarra (1756-1763)
- Carlo Rezzonico (1763-1799)
- Romoaldo Braschi-Onesti (1800-1801)
- Giuseppe Maria Doria Pamphilj, procamarlenc (1801-1814)
- Bartolomeo Pacca (1814-1824)
- Pietro Francesco Galleffi (1824-1837)
- Giacomo Giustiniani (1837-1843)
- Tommaso Riario Sforza (1843-1857)
- Lodovico Altieri (1857-1867)
- Filippo de Angelis (1867-1877)
- Gioacchino Vincenzo Raffaele Luigi Pecci (1877-1878)
- Camillo Di Pietro (1878-1884)
- Domenico Consolini (1884)
- Luigi Oreglia di Santo Stefano (1885-1913)
- Francesco Salesio Della Volpe (1914-1916)
- Pietro Gasparri (1916-1934)
- Eugenio Pacelli (1935-1939)
- Lorenzo Lauri (1939-1941)
- Vacant (1941-1958)[12]
- Benedetto Aloisi Masella (1958-1970)
- Jean-Marie Villot (1970-1979)
- Paolo Bertoli (1979-1985)
- Sebastiano Baggio (1985-1993)
- Eduardo Martínez Somalo (1993-2007)
- Tarcisio Bertone, S.D.B. (2007-2014)
- Jean-Louis Tauran (2014-2018)
- Kevin Joseph Farrell des del 2018

### Vicecamarlencs de l'Església Romana des de 1884 fins avui
Durant aquest període, tots ells han estat bisbes, a excepció d'Ugo Boncompagni Ludovisi i de Vittorio Bartoccetti.
- Achille Apolloni (1884-1892)
- Lorenzo Passerini (1892-1915)
- Augusto Silj (1916-1919)
- Ugo Boncompagni Ludovisi (1921-1935)
- Frediano Giannini, O.F.M. (1936-1939)
- Tito Trocchi (1939-1947)
- José da Costa Nuñes (1953-1962)
- Luigi Centoz (1962-1969)
- Vittorio Bartoccetti (1969-1975)
- Ettore Cunial (1975-2004)
- Paolo Sardi (2004-2011)
- Santos Abril i Castelló (2011-2012)
- Pier Luigi Celata (2012-2014)
- Giampiero Gloder (2014-2020)
- Ilson de Jesus Montanari, des del 2020